# BG Group Place
BG Group Place es un rascacielos situado en el centro de Houston, Texas de  192 metros de altura (630 pies) y 87.000 metros cuadrados de espacio. Fue finalizado en 2010 y tiene 46 pisos. Ha sido certificado por la calificación LEED. Cuando se terminó, BG Group Place se convirtió en el edificio más alto del nuevo milenio en Houston y cuenta con un jardín vertical en el piso 39. Es el edificio más alto construido en la ciudad desde hace 25 años, tras el Heritage Plaza que fue terminado en 1987. Según el sitio web del edificio abrió para su ocupación en febrero de 2011.
El nombre del edificio se tomó desde que la empresa británica BG Group Plc se convirtió en el inquilino principal.

## Medio Ambiente
Los detalles principales que contiene el edificio son un jardín vertical en el piso 39 y una planta sobre el aparcamiento subterráneo completamente ajardinada, que absorbe el agua de lluvia. El agua que se condensa hacia el sistema de aire acondicionado del edificio y se utiliza para regar las plantas.
Placas de vidrio que actúan como parasoles reducen el consumo del aire acondicionado necesario para el edificio. Los techos de 10 pies de altura (uno más que el estándar moderno) permite que entre más luz del sol, reduciendo así la necesidad de luz eléctrica.

## Transporte
Para viajar hacia y desde este edificio se puede acceder por una entrada subterránea a un aparcamiento, también hay en las inmediaciones una parada de Taxi y otra de Metro, además de contar con una parada del cercana a la línea de tranvías METRORail de Houston que llega hasta las afueras de la ciudad.